# Muzeul „Casa de târgoveț din secolele al XVIII-lea - al XIX-lea” (Hagi Prodan)
Muzeul „Casa de târgoveț din secolele al XVIII-lea - al XIX-lea” (Hagi Prodan) este un muzeu județean din Ploiești, amplasat în Str. Democrației nr. 2. “Giuvaer al vechii noastre arte”- expresia îi aparține profesorului Nicolae Simache, întemeietorul lăcașurilor de cultură din județul Prahova - casa a fost construită în jurul anului 1785 de meșteri pricepuți pentru un negustor localnic. Urmând moda timpului, structura sa îmbină elemente de arhitectură românească cu unele de influență orientală. De pe la 1801- 1802, când Marița, fata primului proprietar, o primește ca dotă la căsătoria cu Ivan Hagi Prodan, membru al elitei negustorilor ploieșteni, clădirii îi va fi asociat numele acestei familii. La începutul secolului al XX-lea, urmașii Mariței și ai lui Hagi Prodan vând imobilul Primăriei orașului Ploiești; casa aflată în ruină este remarcată de Nicolae Iorga și arhitectul Toma T. Socolescu. La puțin timp după primul război mondial casa a fost reparată și s-a înființat primul muzeu, numit “Muzeul Prahovei”, care adăpostea multă artă religioasă. În anul 1953, profesorul Nicolae Simache a înființat Muzeul „Hagi Prodan”. Mai recent (1985-2003), în spațiile ei a fost găzduită expoziția permanentă “Nichita Stănescu”. Casa a cunoscut mai multe etape de restaurare înainte de anul 1953 - an în care a fost declarată monument de arhitectură - cât și după aceea. Ultima operațiune de acest gen a fost premergătoare evenimentului de la 18 iunie 2005 - dată la care a avut loc (re)inaugurarea “Casei de Târgoveț”. Expoziția permanentă își propune să prezinte un interior de casă a unui negustor bogat din secolele al XVIII-lea – al XIX-lea; ea include o serie de piese originale, ce au făcut parte din interiorul Casei Hagi Prodan, adevărate opere de artă; podoaba casei o reprezintă plafonul sufrageriei, din lemn sculptat in motiv stelat, dar și frumoasele decorațiuni interioare amplasate la uși si ferestre realizate în stuc. Vizitatorul care intră aici face o călătorie înapoi în timp: sofaua cu perne înflorate, măsuțele intarsiate cu sidef, vase de ars mirodenii, narghilele și ciubucele, lădițele de zestre sculptate, scaunele în stil florentin, mobilierul cu intarsia de sidef sunt tot atâtea dovezi ale bunului gust cât și ale bunăstării proprietarilor de odinioară; printre comorile de aici trebuie menționata “Icoana de hagiu”, adusa de negustorul Hagi Prodan de la Ierusalim, datată 1819. Vizitarea acestui lăcaș de cultură poate constitui o lecție de istorie, dar și o întoarcere în veacurile de mult apuse.  În sacnasiu sunt prezente obiecte de artă veche orientală: chilimuri, vase de ars mirodenii, narghilele și ciubuce, măsuțe cu intarsii de sidef, alături de țesături vechi românești. Se remarcă mobilierul din sufragerie, bogat sculptat, plafonul din lemn sculptat în motiv stelat, patul din dormitor înconjurat cu piese realizate prin intarsie de sidef, bucătăria cu obiecte de uz-casnic și gospodăresc folosite în epocă. Piesa de rezistență o constituie Icoana de la Ierusalim, datată la 5 iunie 1819, ce a aparținut hagiului Prodan. Principala piesă de mobilier din dormitor este patul, înconjurat de piese realizate prin intarsie de sidef. Bucătăria de iarnă păstrează un bogat inventar de obiecte de uz casnic-gospodăresc folosite în epocă. Se pot remarca farfurii din argint (gravate cu anul 1824, lucrate în ateliere vieneze), tingiri, căldărușe, ibrice de cafea.
Clădirea muzeului este declarată monument istoric, având codul PH-II-m-A-16255. Clădirea muzeului este monument de arhitectură aparținând tipului de casă țărănească de epocă, construită în jurul anului 1785, fiind caracteristică târgurilor prahovene. Este cunoscută sub numele de „Casa Hagi Prodan”. Are o decorație în stuc realizată